# Clay Shaw
Clay Laverne Shaw (Kentwood, Louisiana, 17 maart 1913 - New Orleans, Louisiana, 14 augustus 1974) was een zakenman in de stad New Orleans te Louisiana in de Verenigde Staten. Hij was de directeur van het Amerikaanse Trade Mart.

## Proces
Hij was de enige die ooit voor het gerecht werd gedaagd op beschuldiging tot samenzwering voor de moord op de Amerikaanse president John F. Kennedy op 22 november 1963. Hij werd aangeklaagd door officier van justitie Mr. Jim Garrison, openbaar aanklager te New Orleans van 1962 tot 1973. Hij deed met zijn kantoor een groot onderzoek naar de moord, in een poging de onbeantwoorde raadsels rond Kennedy's dood op te helderen.

## Achtergrond
Jim Garrison arresteerde Clay Shaw in 1967. De advocaat Dean Andrews Jr. had voor de commissie getuigd dat hij telefonisch benaderd was door Clay Bertrand, die hem vroeg of hij geïnteresseerd was in de verdediging van Lee Harvey Oswald. Garrison meende dat Shaw een van de kopstukken was achter de dood van president Kennedy. De publieksjury oordeelde uiteindelijk dat Shaw onschuldig was, maar stelde tegelijkertijd vast dat er sprake was van een complot.
In 1991 werd het boek van Garrison, waarin hij uitgebreid verslag deed van het proces, verfilmd onder de titel JFK. Ook Shaw speelt een prominente rol in de film, als hij beschuldigd wordt van de moord op president Kennedy. Shaw wordt in de film gespeeld door Tommy Lee Jones.